# Astrophocaudia
Astrophocaudia é um gênero de dinossauro do clado Somphospondyli. Há uma única espécie descrita para o gênero Astrophocaudia slaughteri. Seus restos fósseis foram encontrados no Grupo Trinity no estado do Texas, nos Estados Unidos, e datam do Cretáceo Inferior (Albiano).